# Yo me llamo (Ecuador)
Yo me llamo (Ecuador) es un programa concurso de televisión ecuatoriano de canto e imitación, producido por Teleamazonas, versión del popular formato original Colombia Yo me llamo, el cual tiene sus propias versiones en otros países. 
Sus conductores fueron Carlos Luis Andrade y Andrea Hurtado durante las primeras 3 temporadas. En la cuarta temporada los conductores fueron Jaime Arellano y Stefany Tejada . Para la quinta temporada, el programa fue conducido por Bibi Vargas y Ronald Farina. Para la sexta temporada se mantiene Ronald Farina como conductor, junto a Valeria Gutiérrez. Para la séptima temporada se mantiene Ronald Farina como conductor, junto a Fiorella Solines. 
El jurado calificador estuvo integrado por: Alberto Plaza, Jordana Doylet y Karol Noboa en las 2 temporadas iniciales, en la tercera temporada estuvieron a cargo del jurado Donato, Pamela Cortés y La Fresa. Durante la cuarta y quinta temporada el jurado estuvo conformado por Paulina Tamayo, Juan Fernanado Velasco y Paola Farías. Para la sexta temporada regresa Pamela Cortés como jurado, y debutaron Axel y Érika Vélez como jueces, los mismos fueron ratificados para la séptima temporada. Para la octava temporada, se mantiene Pamela Cortés como jurado, y debutaran Lucas Arnau y Ricardo Velasteguí como jueces.
La octava temporada se estrenará el 1 de septiembre de 2025.

## Audiciones
Su casting se realiza a nivel nacional, en las principales ciudades del país : Guayaquil, Manta, Cuenca y Quito. Podían presentarse al casting personas de 18 a 50 años, de ambos sexos con algún tipo de habilidad para el canto y la imitación.

## Formato
En la primera etapa, los concursantes se inscriben a través del sitio web del programa con sus datos personales o bien envían sus vídeos a la cadena; luego son convocados en las diferentes ciudades de Ecuador, donde realizan su inscripción para ser escuchados por los tres jurados en una audición privada. Más adelante los clasificados viajan hacia Quito para participar en una audición colectiva y seleccionar así a los finalistas, en caso de que 2 o más personas imiten al mismo artista y son seleccionados por el jurado se enfrentarán en un duelo.
En la segunda fase del concurso se dividen a los imitadores en grupos y cada grupo se presenta en un día de la semana, de martes a viernes. Las galas de presentación son pregrabadas y acompañadas de los jurados y del público. Al finalizar la gala, los jurados escogen al imitador que a su juicio tuvo el desempeño más bajo y lo dejan «en situación de riesgo», teniendo que presentar una nueva gala el lunes junto a los otros tres escogidos de la semana y solo uno de ellos queda en competencia, eliminando así tres participantes por semana.
La fase final del concurso empieza cuando quedan catorce imitadores en competencia y en adelante deben presentar sus shows en vivo y en directo. En esta etapa no son los jurados los que seleccionan los imitadores que quedan en riesgo, sino que se realiza una votación por mensajes de texto, donde los televidentes votan por su imitador favorito. Los que tengan la menor votación deberán realizar una nueva presentación y de estos imitadores en riesgo el jurado escoge uno que debe salir. Al quedar solo seis imitadores en competencia, el imitador que recibe menos votos queda eliminado directamente; así hasta la final donde el público escoge al ganador entre los dos finalistas.

## Temporadas
| Temporada        | Número de participantes | Inicio                   | Final                    | Ganadores                           | Ganadores                           | Ganadores                             |
| ---------------- | ----------------------- | ------------------------ | ------------------------ | ----------------------------------- | ----------------------------------- | ------------------------------------- |
| Temporada        | Número de participantes | Inicio                   | Final                    | Primer lugar                        | Segundo lugar                       | Tercer lugar                          |
| 1                | 30                      | 9 de septiembre de 2013  | 8 de diciembre de 2013   | Leonardo Favio (Roy Otero)          | Sandro (Ricardo Plúas)              | Américo (Renato Abad)                 |
| 2                | 35                      | 17 de marzo de 2014      | 13 de julio de 2014      | Rudy La Scala (Jhonny Galarza)      | Jinsop (Jinsop Rodríguez)           | Roberto Carlos (Carlos Alberto Botto) |
| 3: 'La Revancha' | 40                      | 25 de agosto de 2014     | 14 de diciembre de 2014  | Sandro (Ricardo Plúas)              | Americo (Renato Abad)               | Jinsop (Jinsop Rodríguez)             |
| 4                | 30                      | 18 de septiembre de 2017 | 11 de diciembre de 2017  | Américo (Jhonatan Jojoa)            | Julio Jaramillo (Oscar Cevallos)    | Gerardo Morán (Carlos Salomón)        |
| 5                | 30                      | 17 de septiembre de 2018 | 9 de diciembre de 2018   | Camilo Sesto (Roberth Ordóñez)      | Gustavo Cerati (Bruno Cely)         | Luciano Pereyra (Leandro García)      |
| 6                | 32                      | 12 de junio de 2023      | 11 de septiembre de 2023 | Juan Gabriel (Fausto Escalante)     | Julio Jaramillo (Christian Navarro) | Luis Fonsi (Germán Contreras)         |
| 7                | 33                      | 28 de mayo de 2024       | 10 de septiembre de 2024 | Marco Antonio Solís (César Galeano) | Ana Gabriel (Anabelle Giller)       | Alejandro Fernández (Paul Carrera)    |
| '8               | TBA                     | 1 de septiembre de 2025  | TBA                      | TBA                                 | TBA                                 | TBA                                   |